# Даймин Айркит
Даймин Айркит (Даймин Аргайт; др.‑ирл. Daimine Aircit, Daimine Argait; умер в 565) — король Айргиаллы (около 550—565) из рода Уи Хремтайнн.

## Биография
Даймин был сыном короля Кайрпре Дама Айркита, скончавшегося в 514 году. После его смерти Даймину не удалось унаследовать власть над Айргиаллой, которой в первой половине VI века один за другим правили несколько королей из различных родов. Из айргиалльских монархов этого времени наиболее известен король Колгу мак Лойте, упоминающийся в ирландских анналах в 520 или 523 году. Вероятно, в это время владения Даймина ограничивались его родовыми землями, располагавшимися вокруг Клохера. Только после смерти около 550 года короля Куану мак Дайре, четвёртого преемника Кайрпре Дама Айркита, Даймину удалось получить власть над Айргиаллой. Своё прозвище — «Айркит» («Богатый») — Даймин, вероятно, получил из-за обладания большим количеством домашнего скота.
В источниках содержится не очень много сведений о событиях в Айргиалле VI века. В то время это королевство была объединением девяти племён, живших на границе владений Северных Уи Нейллов и Ульстера. Известно, что айргиалльские правители находились в зависимом положении от Уи Нейллов, контролировавших северные земли Ирландии.
Предполагается, что Даймин Айркит или его отец Кайрпре Дам Айркит могли быть первыми айргиалльскими королями-христианами. В ирландской саге «Борома» повествуется о том, что святой Колумба называл Даймина одним из трёх святых ирландских королей, ставя ему в заслугу попечительство христианскому духовенству.
В «Лейнстерской книге» сохранилось свидетельство о великом гостеприимстве, оказанном Даймином Айркитом барду Эохайду Ригейкесу. Даймин упоминается и в одном из четверостиший, приписываемых поэту Феру Муману мак Эхтайну, в котором прославлялась воинская доблесть этого правителя Айргиаллы.
Даймин Айркит скончался в 565 году. Из средневековых генеалогических трактатов (например, «The Laud Genealogies and Tribal Histories») известно, что у него было девять сыновей. Из них наиболее известны Туатал, унаследовавший престол Айргиаллы, Айлиль, Нат И и Коналл, скончавшийся в 608 году. К Даймину Айркиту возводили своё происхождение правители айргиалльского септа Сил Даймини, наиболее влиятельной ветви рода Уи Хремтайнн.
О правлении Туатала мак Даймине, также как и его преемника Ферадаха Кулдуба, каких-либо подробностей не сохранилось. Достаточно надёжные свидетельства в средневековых источниках имеются только о третьем преемнике Даймина Айркита, короле Бекке мак Куанахе.